# Germanwings-Flug 9525

Verlauf von Flug 9525 bis zum Aufprall

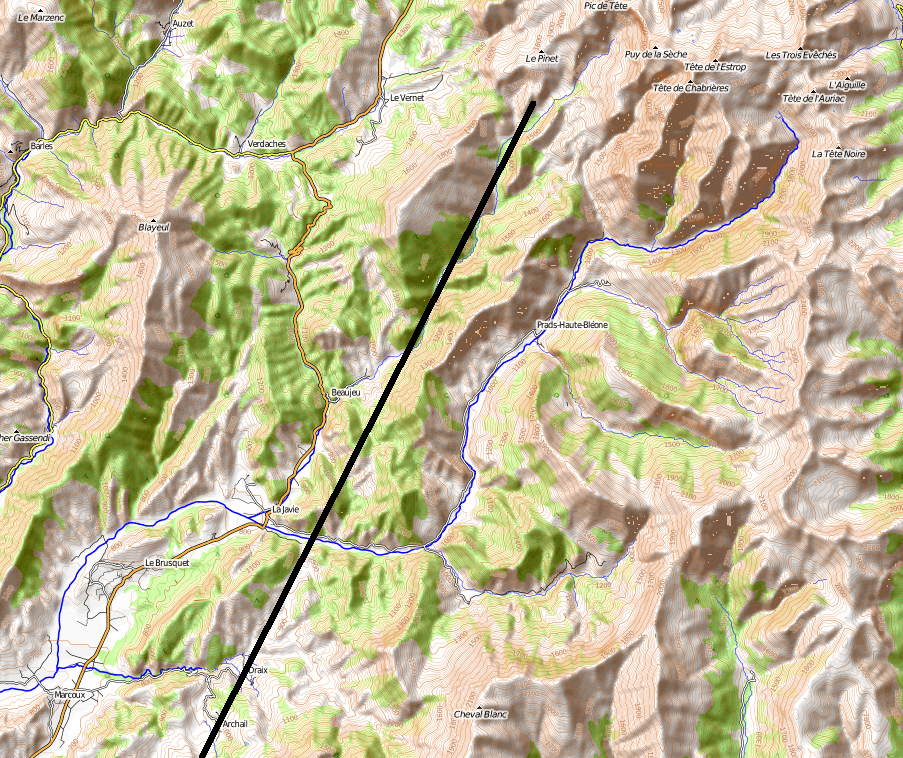
Flugroute kurz vor dem Aufprall

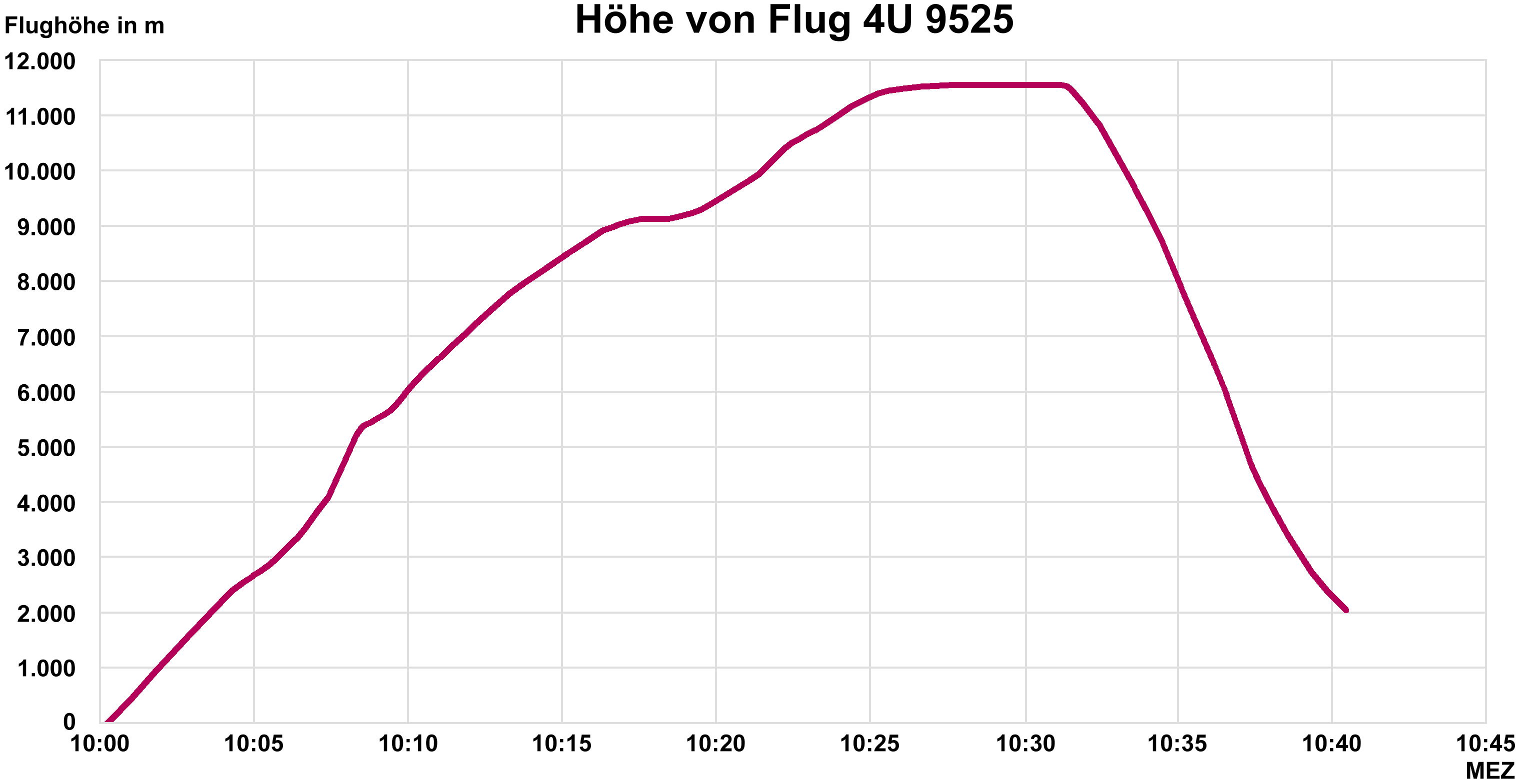
Flughöhe in Metern von Flug 9525 vom Start bis zum Aufprall

Der Germanwings-Flug 9525 (Flugnummer 4U9525, Rufzeichen GWI18G) war ein Linienflug der deutschen Fluggesellschaft Germanwings von Barcelona nach Düsseldorf. Am 24. März 2015 zerschellte das Flugzeug vom Typ Airbus A320-211 an den Westalpen, auf dem Gebiet der Gemeinde Prads-Haute-Bléone im südfranzösischen Département Alpes-de-Haute-Provence. Alle 150 Insassen kamen dabei ums Leben.
Der Abschlussbericht der französischen Untersuchungsbehörde für Flugunfälle BEA stellte fest, dass sich der Kopilot Andreas Lubitz mit Absicht im Cockpit eingeschlossen hatte, um die Maschine vorsätzlich, bewusst und alleine gegen einen Berg zu steuern, um auf diese Weise Suizid zu begehen.

## Flugzeug
Der Airbus A320-211 mit der Hersteller-Seriennummer 0147 und dem Luftfahrzeugkennzeichen D-AIPX startete am 29. November 1990 zu seinem ersten Flug. Die Maschine war zum Zeitpunkt des Unfalls 24 Jahre und drei Monate alt und hatte 46.700 Flüge mit insgesamt 58.300 Flugstunden absolviert. Das mit zwei Triebwerken vom Typ CFM International CFM56 ausgerüstete Flugzeug wurde am 5. Februar 1991 bei der Lufthansa in Dienst gestellt und seit dem 31. Januar 2014 bei der Lufthansa-Tochtergesellschaft Germanwings eingesetzt.
Der letzte C-Check des Flugzeugs hatte im Sommer 2013 stattgefunden, die letzte Routinekontrolle war am 23. März 2015 am Flughafen Düsseldorf durch die Lufthansa Technik erfolgt. Am Vortag des Unfalls stand die Maschine wegen Problemen an der Bugfahrwerksklappe aus technischen Gründen nicht flugbereit am Flughafen Düsseldorf. Dort wurden alle festgestellten Mängel vollständig behoben.

## Flugverlauf
Das Flugzeug war am 24. März 2015 um 08:57 Uhr MEZ aus Düsseldorf kommend in Barcelona gelandet, hätte planmäßig um 09:35 Uhr wieder abheben und um 11:55 Uhr in Düsseldorf landen sollen. Es startete jedoch erst um 10:01 Uhr, der Erste Offizier, der Kopilot Lubitz, steuerte die Maschine. Nach dem Steigflug erreichte das Flugzeug um 10:27 Uhr seine zugewiesene Reiseflughöhe von 38.000 Fuß (ca. 11.580 Meter).
Um 10:30 Uhr MEZ bestätigte der Kapitän per Funk die Freigabe der Flugsicherung, direkt zum Wegpunkt IRMAR zu fliegen, dies stellte den letzten Funkkontakt dar. Direkt danach übergab er die Durchführung des Funkverkehrs an den Ersten Offizier und verließ das Cockpit. Um 10:30:53 Uhr wurde am Bedienpanel des Autopiloten innerhalb einer Sekunde eine barometrische Zielhöhe von 100 Fuß eingestellt – dies entspricht ungefähr 30 Metern Höhe über dem Meeresspiegel. Ein Bordcomputer, das Flight Management System, leitete daraufhin einen Sinkflug ein. Um 10:33 Uhr wurde die Sollgeschwindigkeit am Bedienpanel des Autopiloten mehrfach geändert und lag, bei einer ursprünglichen angezeigten Geschwindigkeit des Flugzeugs von 273 kn (ca. 510 km/h), schließlich bei 323 kn (ca. 600 km/h). Die Sinkrate änderte sich jeweils mit der Geschwindigkeit und betrug im Durchschnitt 3500 ft/min (ca. 18 m/s). Bereits auf dem Hinflug hatte Kopilot Andreas Lubitz den Autopiloten testweise für einige Sekunden auf 100 Fuß eingestellt, als sich der Kapitän außerhalb des Cockpits befand.
Um 10:34 Uhr versuchte die Flugsicherung vergeblich, Kontakt mit der Besatzung aufzunehmen. Gleichzeitig wurde über den Türsummer Zugang zum Cockpit angefordert. Das Flugzeug hatte inzwischen eine Flughöhe von 25.100 ft (ca. 7.700 m) erreicht und sank weiter. Um 10:35 Uhr wurde die Sollgeschwindigkeit auf den maximal möglichen Wert von 350 kn (ca. 650 km/h) erhöht.
Ab 10:35 Uhr versuchte das Kontrollzentrum Marseille, auf der in Verkehrsflugzeugen meist empfangsbereit geschalteten Notfrequenz 121,5 MHz die Besatzung zu erreichen. Dieser wie auch alle weiteren Kontaktversuche blieben unbeantwortet, es wurde kein Notsignal vom Flugzeug empfangen. Der Stimmenrekorder im Cockpit zeichnete ab 10:35 Uhr mehrfach das Rufsignal der Sprechanlage, Stimmen sowie Schläge gegen die Cockpit-Tür auf. Um 10:37 Uhr forderte eine Stimme, die Tür zu öffnen. Seit den Anschlägen vom 11. September 2001 sind Cockpittüren in Verkehrsflugzeugen mechanisch verstärkt und elektronisch gesichert, so dass sie von außen nicht mehr gegen den Willen der Cockpitbesatzung geöffnet werden können.
Um 10:40 Uhr löste das Enhanced Ground Proximity Warning System die akustischen Warnungen „Terrain!“ („Gelände!“) und „Pull up!“ („Hochziehen!“) sowie eine visuelle Warnung aus. Um 10:41 Uhr schlug das Flugzeug in einer Höhe von 1550 m im Bergmassiv Trois-Évêchés in den Provenzalischen Alpen auf. Eine 12 km von der Unfallstelle entfernte Erdbebenstation des Sismalp-Netzes (Observatorium Grenoble) registrierte das verbundene seismische Ereignis: Die Unfallzeit konnte als 10:41:05 Uhr ermittelt werden, die Aufzeichnung auf dem Stimmenrekorder endete eine Sekunde später.
Da die Kontaktversuche erfolglos blieben, erklärte die Flugsicherung um 10:40 Uhr die Notstufe (Distress Phase) und informierte die entsprechenden französischen Stellen. Ein Kampfjet vom Typ Dassault Mirage 2000 wurde losgeschickt; sein Pilot sollte die Situation des Airbus überprüfen, erreichte die Passagiermaschine jedoch nicht mehr vor dem Aufprall.

## Passagiere und Besatzungsmitglieder
| Staat | Anzahl |
| --- | ------ |
| Deutschland                                                                                              | 72     |
| Spanien                                                                                                  | 51     |
| Kasachstan                                                                                               | 3      |
| Mexiko                                                                                                   | 3      |
| Vereinigte Staaten                                                                                       | 3      |
| Vereinigtes Königreich                                                                                   | 3      |
| Argentinien                                                                                              | 2      |
| Australien                                                                                               | 2      |
| Iran | 2      |
| Japan | 2      |
| Kolumbien                                                                                                | 2      |
| Marokko                                                                                                  | 2      |
| Venezuela                                                                                                | 2      |
| Belgien                                                                                                  | 1      |
| Chile | 1      |
| Dänemark                                                                                                 | 1      |
| Israel                                                                                                   | 1      |
| Niederlande                                                                                              | 1      |
| Paraguay                                                                                                 | 1      |
| Polen | 1      |
| Türkei                                                                                                   | 1      |
| Insgesamt                                                                                                | 150    |
| Aufgrund doppelter Staatsangehörigkeiten weicht die Summe der Einzelangaben (157) von der Gesamtzahl ab. |        |

An Bord waren sechs Besatzungsmitglieder und 144 Passagiere, darunter 14 Schülerinnen und 2 Schüler der 10. Klasse sowie zwei Lehrerinnen des Joseph-König-Gymnasiums in Haltern am See.
Die Passagiere aus Haltern am See waren auf dem Rückflug von einem Schüleraustausch mit dem Institut Giola im spanischen Llinars del Vallès. Zu den Opfern zählten der Bassbariton Oleg Bryjak sowie die Altistin Maria Radner mit ihrer Familie, die sich auf der Rückreise von einem Auftritt im Gran Teatre del Liceu befanden.
Die sechsköpfige, in Düsseldorf stationierte Besatzung bestand aus zwei Piloten und vier Flugbegleitern. Der Flugkapitän verfügte über eine Flugerfahrung von mehr als 6000 Stunden. Der Kopilot arbeitete nach seiner Ausbildung an der Lufthansa-Verkehrsfliegerschule in Bremen seit September 2013 für Germanwings. Er hatte eine Erfahrung von rund 630 Flugstunden. Für die Beurteilung der Flugtauglichkeit dieser Piloten ist aufgrund einer EU-Verordnung die Abteilung Luftfahrtpersonal im Luftfahrt-Bundesamt (LBA) zuständig. Dem LBA lagen zum Zeitpunkt des Unfalls keine Anhaltspunkte vor, dass einer der Piloten nicht flugtauglich gewesen sei.

## Bergung
Nach der Alarmierung des Such- und Rettungsdienstes um 10:42 Uhr stiegen um 10:49 Uhr die ersten Hubschrauber auf und lokalisierten gegen 11:10 Uhr auf einer 300 mal 400 Meter großen Fläche knapp 1600 Meter über Meereshöhe die Überreste der Maschine.
Rund eintausend Einsatzkräfte von Gendarmerie nationale, Katastrophenschutz, Feuerwehr und Rettungsdienst wurden noch am Tag des Unfalls zur Bergung vorrangig der Leichenteile der Passagiere der verunglückten Maschine an den Ort des Aufpralls gebracht. Die Kräfte operierten vor allem vom Ort Seyne-les-Alpes aus. Zusätzlich wurden etwa 60 Gebirgsjäger des 4. Jägerregiments aus Gap sowie Fremdenlegionäre des 2. Pionier-Fremdenregiments aus Saint-Christol zur Unfallstelle abkommandiert. Um die beiden Flugschreiber schnellstmöglich zu finden, entsandten die französischen Behörden Kriminalbeamte aus Marseille an den Unfallort. Wegen des unwegsamen Geländes wurden etwa ein Dutzend Hubschrauber sowie ein Militärflugzeug zur Unfallstelle beordert. Rund 300 Polizisten und ebenso viele Feuerwehrleute suchten am Unfalltag bis zum Einbruch der Dunkelheit nach Opfern. Unterstützt wurden sie von ortskundigen Kräften der Bergrettung. Am frühen Abend des 24. März wurde der Stimmenrekorder (CVR) gefunden und geborgen. In der Nacht zum 25. März sicherte die Gendarmerie die Unfallstelle. Erst am 2. April, neun Tage nach dem Unfall, wurde nach intensiver Suche der unter Geröll verschüttete Flugdatenschreiber (FDR) entdeckt und geborgen.
Um die Bergungsarbeiten für die sterblichen Überreste und die Flugzeugteile zu erleichtern, wurde Ende März 2015 über mehrere Tage eine Behelfsstraße ins Unfallgebiet angelegt. Bis dahin entsandte die Bundeswehr zwei Mehrzweckhubschrauber vom Typ Bell UH-1D zur Unterstützung. Soweit die Leichenteile identifizierbar waren, wurden sie in die Heimatorte überführt; andernfalls wurden sie unmittelbar am Unfallort in einem Gemeinschaftsgrab beigesetzt.

## Untersuchungen

### Zuständigkeit
Die französische Flugsicherheitsbehörde Bureau d’Enquêtes et d’Analyses pour la sécurité de l’aviation civile (BEA) und die deutsche Bundesstelle für Flugunfalluntersuchung (BFU) waren für die Untersuchung hinsichtlich der Ursachen zuständig und wurden dabei durch Mitarbeiter von Airbus und CFM International unterstützt. Das BEA bildete für die Ermittlungen drei Teams, von denen eines für Überprüfung der Wartungen und der Geschichte des Betriebs der verunglückten Maschine zuständig war, das zweite wertete die Flugschreiber und Bordsysteme aus, und das dritte untersuchte die Betriebsbedingungen des Flugzeugs während des Fluges.
Das US-amerikanische FBI bot den europäischen Partnern Hilfe bei den Untersuchungen zum Unfall an.

### Ermittlungsarbeit der französischen Behörden
Der Stimmenrekorder wurde zur Auswertung versiegelt nach Paris transportiert und konnte dort am 25. März vom BEA vollständig ausgelesen werden.
Die Staatsanwaltschaft von Marseille nahm zunächst Ermittlungen wegen fahrlässiger Tötung auf. Der französische Staatsanwalt begründete dies damit, dass es nach der ersten Analyse des Stimmenrekorders der Kopilot gewesen sei, der in den letzten acht Minuten des Fluges den kontrollierten Sinkflug eingeleitet habe. Der Kapitän habe sich zu dieser Zeit außerhalb des Cockpits befunden und den Kopiloten vergeblich aufgefordert, ihn wieder hineinzulassen. Schließlich seien erfolglose Schläge und Tritte gegen die gepanzerte Tür des Cockpits hörbar gewesen. Es habe darauf keine hörbare Reaktion gegeben, ebenso wenig wie auf die Funkrufe der Flugsicherung. Allein die regelmäßigen Atemgeräusche des Kopiloten seien zu hören gewesen. Der Vorstandsvorsitzende der Lufthansa, Carsten Spohr, sagte am 26. März 2015 in einer Pressekonferenz: „Wir müssen fassungslos zur Kenntnis nehmen, dass das Flugzeug willentlich zum Absturz gebracht wurde.“
Am 28. März sagte der Chef der in Düsseldorf eingesetzten französischen Ermittler, Jean-Pierre Michel: „Derzeit kann die Hypothese eines technischen Fehlers nicht ausgeschlossen werden.“ Nach der ersten Auswertung des Flugdatenschreibers erklärte das BEA am 3. April, der Kopilot habe den Autopiloten genutzt, um das Flugzeug in einen Sinkflug zu bringen, und während des Sinkflugs mehrfach die Geschwindigkeit des Flugzeugs erhöht. Im März 2022 wurde bekannt, dass das Strafgericht in Marseille das Verfahren wegen fahrlässiger Tötung eingestellt hat. Damit sprachen sie die von dem Copiloten konsultierten Ärzte sowie die Geschäftsführer der Fluggesellschaft Germanwings und der Konzernmutter Lufthansa von jeglicher strafrechtlichen Verantwortung frei, da niemand habe vorhersehen können, dass der Copilot die Maschine absichtlich zum Absturz bringt.

### Ermittlungsarbeit der deutschen Behörden
Die in diesem Fall für Deutschland zuständige Staatsanwaltschaft Düsseldorf leitete ein
Todesermittlungsverfahren ein und teilte in mehreren Presseerklärungen zum „Absturz des Fluges 4U 9525 über den französischen Alpen“ mit: Bei Durchsuchungen der Wohnungen des getöteten Kopiloten in Düsseldorf und Montabaur seien verschiedene Beweismittel sichergestellt worden. Dabei sei weder ein Abschiedsbrief oder Bekennerschreiben gefunden worden, noch hätten sich Anhaltspunkte für einen politischen oder religiösen Hintergrund des Geschehens ergeben. Mit dem Tablet-PC des Kopiloten sei im Internet nach Informationen zur Sicherung von Cockpit-Türen und über Selbsttötung gesucht worden. Zeugenaussagen aus dem familiären, persönlichen und beruflichen Umfeld hätten keine tragfähigen Hinweise auf ein Motiv ergeben. Ebenso fehle eine belegbare Ankündigung der Tat. Die ärztliche Dokumentation weise keine organischen Erkrankungen aus. Der Kopilot habe sich vor Erlangung des Pilotenscheins wegen Suizidgefährdung in psychotherapeutischer Behandlung befunden. Weitere Besuche bei einschlägigen Fachärzten hätten zu Krankschreibungen geführt, die auch den „Tattag“ umfassten und die „zerrissen“ seien. Eine erneute Suizidalität und Fremdaggressivität sei nicht festgestellt worden.
Seit der Ankündigung eines Todesermittlungsverfahrens am 29. Dezember 2015 und der Ankündigung der Beiziehung sämtlicher Akten des BEA und der Staatsanwaltschaft Marseille hat die Staatsanwaltschaft Düsseldorf keine weiteren Mitteilungen zu diesem Unfall veröffentlicht.
Allerdings erklärte der damals für die Ermittlungen zuständige Düsseldorfer Staatsanwalt in einem am 8. Februar 2025 veröffentlichten und von ihm „schriftlich autorisierten“ Interview mit dem österreichischen Luftfahrtmagazin „Austrian Wings“ einmal mehr, dass es „keinen Zweifel an der Verantwortlichkeit von Andreas Lubitz“ für den Absturz gebe. Der Staatsanwalt wird mit den Worten zitiert:

„Nein, es gibt überhaupt keinen Zweifel daran, dass der Co-Pilot für den Absturz verantwortlich ist. Es gibt keine zureichenden tatsächlichen Anhaltspunkte, dass es eine andere Absturzursache gibt. […] Aus meiner Sicht ist das Geschehen vom 24. März 2015 völlig zweifelsfrei geklärt.“

Der Staatsanwalt schildert im gleichen Interview außerdem, wie die an der forensisch festgestellten Absturzursache zweifelnde Familie Lubitz eine ihr aus „Entgegenkommen aus Verständnis für die Situation der Familie“ von den französischen Behörden eingeräumte Möglichkeit zum Abhören der Aufzeichnungen des Stimmenrekorders nicht einmal wahrgenommen habe.

### Zwischenbericht
Laut dem am 6. Mai 2015 veröffentlichten Zwischenbericht der französischen Untersuchungsbehörde BEA hatte der Kopilot bereits auf dem Hinflug von Düsseldorf nach Barcelona den Autopiloten mehrmals auf eine Flughöhe von 100 Fuß (ca. 30 Meter) eingestellt, als er sich alleine im Cockpit befand. Da dies während eines von der Flugsicherung vorgegebenen Sinkflugs geschehen sei, seien für Lotsen und Besatzung keine ungewöhnlichen Flugbewegungen zu bemerken gewesen. „Man kann daraus schließen, dass er handlungsfähig war und dass alle seine Handlungen den gleichen Sinn hatten, nämlich das Flugzeug auf den Boden stürzen zu lassen“, so BEA-Direktor Rémi Jouty über den Kopiloten Andreas Lubitz.

### Abschlussbericht
Die französische Untersuchungsbehörde BEA veröffentlichte ihren Abschlussbericht am 13. März 2016. Sie bestätigte ihre These aus dem Zwischenbericht, wonach sich der psychisch kranke Kopilot im Cockpit einschloss und anschließend das Flugzeug bewusst und absichtlich verunfallen ließ. Andreas Lubitz habe nach Erkenntnissen der Ermittler im Zeitraum des Unfalls Antidepressiva und Schlafmittel eingenommen. Eine eindeutige Diagnose konnten die Experten nicht ermitteln; „Die Mehrheit der Expertengruppe, die die BEA hinzugezogen hatte, geht jedoch davon aus, dass aufgrund der verfügbaren medizinischen Dokumentation von einer psychotisch-depressiven Episode, an der der Kopilot litt und die im Dezember 2014 begann und bis zum Unfalltag andauerte, ausgegangen werden könnte.“ Ein Arzt habe zwei Wochen vor dem Unfall eine mögliche Psychose bei Lubitz diagnostiziert und eine Einweisung in eine psychiatrische Klinik empfohlen. Die Arbeitsunfähigkeitsbescheinigungen waren aber nicht an Germanwings weitergeleitet worden.
Die französischen Justizbehörden haben eine toxikologische Untersuchung von Überresten menschlichen Gewebes von Lubitz durchgeführt. Dabei wurden Escitalopram, Mirtazapin und Zopiclon nachgewiesen.
Als Konsequenz empfahl die BEA der Europäischen Agentur für Flugsicherheit (EASA) und den EU-Mitgliedstaaten routinemäßige Überprüfungen, insbesondere bei krankheitsbedingten Ausfällen von Piloten auch im Hinblick auf psychische Störungen. Ferner sollten im Zusammenhang mit der von Land zu Land unterschiedlich geregelten ärztlichen Schweigepflicht auch international klare Regelungen für Gesundheitsdienstleister vorliegen. Eine Änderung bei der Verriegelung der Cockpit-Türen empfahlen die Experten nicht. Viele Fluggesellschaften haben inzwischen eine Zwei-Personen-Regel im Cockpit eingeführt.

## Reaktionen

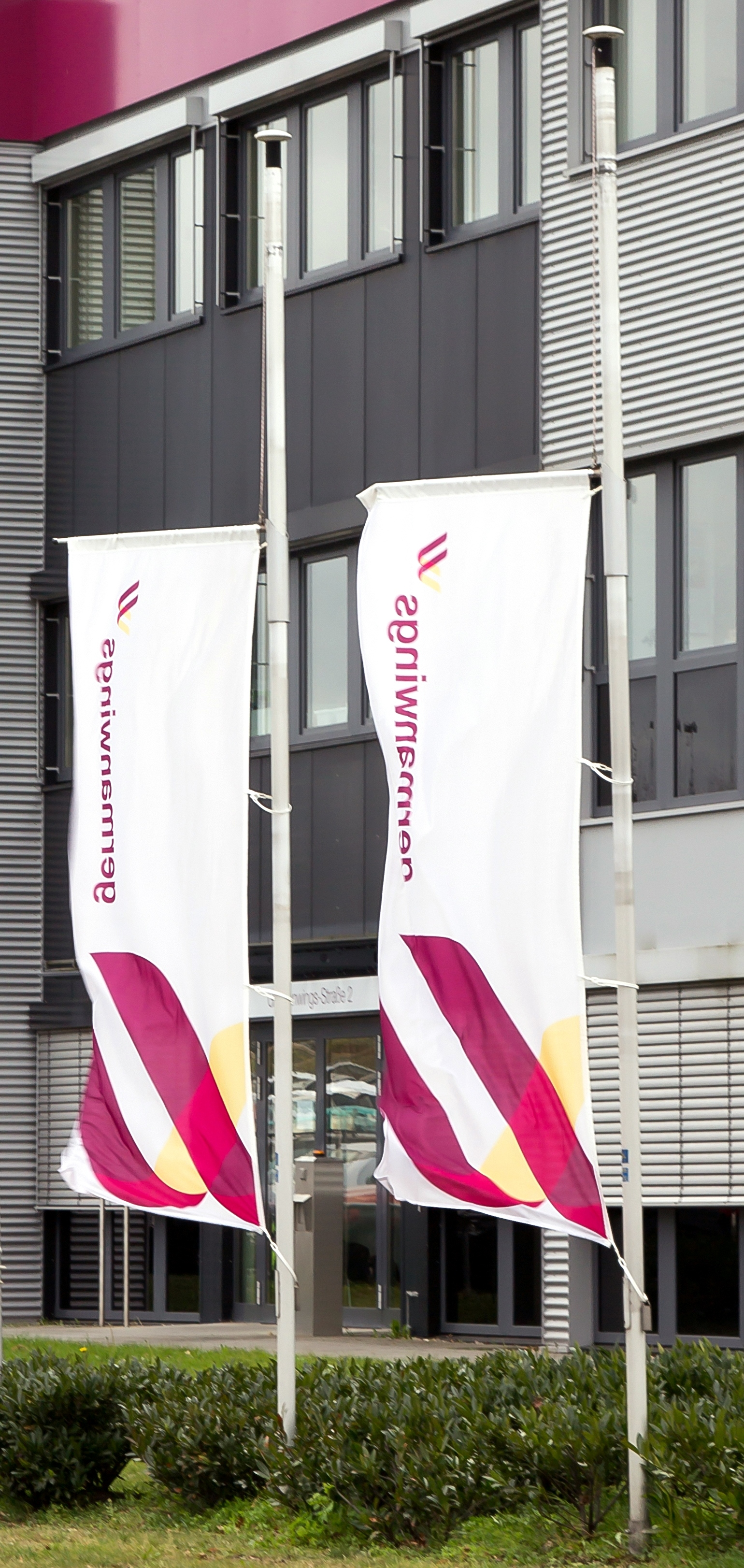
Trauerbeflaggung der Germanwings-Zentrale in Köln am 31. März 2015

Frankreichs Staatspräsident François Hollande wandte sich unmittelbar nach dem Unfall an die Öffentlichkeit, der Innenminister Bernard Cazeneuve besuchte umgehend den Unfallort. Die Regierungen Frankreichs, Spaniens, Kataloniens und Deutschlands richteten Krisenstäbe, das Auswärtige Amt, Germanwings und der Flughafen Düsseldorf eine Hotline für Angehörige ein. Steffen Rudolph wurde zum Ombudsmann für die Angehörigen der Opfer ernannt.
Der deutsche Bundesaußenminister Frank-Walter Steinmeier und Bundesverkehrsminister Alexander Dobrindt besuchten noch am selben Tag den Unfallort. Am Tag darauf trafen Bundeskanzlerin Angela Merkel und die nordrhein-westfälische Ministerpräsidentin Hannelore Kraft dort auf François Hollande und den spanischen Ministerpräsidenten Mariano Rajoy. Bundespräsident Joachim Gauck beendete seine Südamerikareise in Peru vorzeitig. Ebenso brachen Spaniens König Felipe VI. und Königin Letizia ihren ersten Staatsbesuch in Frankreich ab.
Unmittelbar nach dem Unfall sagte die französische Fluglotsen-Gewerkschaft SNCTA einen für den Folgetag angekündigten Streik ab. Auch die deutsche Pilotengewerkschaft Cockpit, die sich ebenfalls in einem Arbeitskampf mit der Germanwings-Muttergesellschaft Lufthansa befand, gab bekannt, vorerst auf weitere Streikaktionen zu verzichten. Der Vorstandsvorsitzende der Deutschen Lufthansa AG, Carsten Spohr, wandte sich in mehreren Pressekonferenzen an die Öffentlichkeit. Am 24. und 25. März 2015 kam es zu Ausfällen von Germanwings-Flügen in Berlin, Düsseldorf und Stuttgart, weil einige Besatzungen „aus persönlichen Gründen“ ihren Dienst nicht angetreten hatten. Lufthansa sagte die für den 15. April vorgesehene Feier zum 60-jährigen Jubiläum der Wiederaufnahme des Flugbetriebs „aus Respekt vor den Opfern des Absturzes von Flug 9525“ ab. Am 17. April 2015 fand im Kölner Dom eine zentrale ökumenische Trauerfeier mit anschließendem Staatsakt statt.
Die Flugnummer des verunglückten Fluges wurde von Germanwings nicht weiter verwendet. Die Verbindung trug seitdem die Flugnummer 9441.
Auf eine temporäre Empfehlung der EASA wurde bei allen deutschen Fluggesellschaften die Zwei-Personen-Regel eingeführt. Zu jeder Zeit sollen sich demnach zwei autorisierte Crewmitglieder im Cockpit befinden.
Laut Lufthansa-Angaben hat es durch den Unfall keinen erkennbaren Rückgang an Buchungen gegeben.

## Kontroverse um Berichterstattung
Die Berichterstattung der Medien rund um den Unfall wurde vielfach kritisiert. Bildblog bemängelte die Verbreitung irrelevanter, nichtssagender und spekulativer Meldungen. Auch die Verletzung des Persönlichkeitsrechts von Angehörigen wurde scharf kritisiert. Der Presserat mahnte hierbei Zurückhaltung an und der Deutsche Journalisten-Verband sowie verschiedene Medien baten um Respekt für die Angehörigen der Opfer und von Andreas Lubitz.
In sozialen Netzwerken wie Facebook und Twitter wurde vor allem die Veröffentlichung von Fotos der Angehörigen der Opfer kritisiert. Germanwings veröffentlichte am 28. März 2015 eine Meldung auf ihrer Website, gemäß der die Angehörigen der Opfer eine Zurückhaltung der Medien erbaten. Sie seien mit der Bitte an Germanwings herangetreten, sie in Medienfragen zu entlasten, und wollten weitere Kontaktaufnahmen seitens der Medien vermeiden.
Thomas Enders, der damalige Vorstandsvorsitzende von Airbus, kritisierte vor allem das Auftreten von „Experten“ in Talkshows. Dort sei teilweise „ohne Fakten spekuliert, fantasiert und gelogen“ worden. „Oft hanebüchener Unsinn. Das ist eine Verhöhnung der Opfer.“ Auch innerhalb der Presse selbst kam Kritik auf. So kritisierte die taz die „Sensationsheischerei“ einiger Journalisten, eine Flut von Schnipseln und Nicht-Nachrichten in den Live-Blogs der großen Nachrichtenseiten und den Umgang mit Informationen zu den Opfern und ihren Angehörigen. Konkret wurde dabei die Bild-Zeitung genannt.
Bis zum 1. April 2015 gingen über 400 Beschwerden wegen Verstoßes gegen den Pressekodex beim Presserat ein. Dieser entschied, dass die Veröffentlichung des Namens des Kopiloten rechtens gewesen sei, die Veröffentlichung von Bildern der Opfer und Angehörigen hingegen nicht.

### Fehlender Überprüfungsmechanismus des LBA
Neben dieser Kontroverse um unsachliche Berichterstattung über den Flugunfall und die Beteiligten gab es auch Recherchen der Medien über die Verwarnung des deutschen Luftfahrt-Bundesamtes (LBA) durch die europäische Luftfahrtbehörde EASA, z. B. mit den Worten: „Ein Überprüfungsmechanismus wurde vom LBA nicht eingeführt.“ Und weiter: „Das von der Behörde mit der Aufsicht der AMEs und AeMCs beauftragte medizinische Personal wird aktiv davon abgehalten, medizinische Dokumente, Daten, Verfahren und jegliches andere Material zu untersuchen und Kopien oder Auszüge solcher Dokumente anzufertigen, die für die Ausführung der Aufsicht relevant sind.“ Hintergrund der Verwarnung war die Nichtbeachtung der neuen, seit 2013 gültigen EU-Verordnung, und Weiterführung der nationalen Gesetzgebung, wonach das LBA seine Kontrollfunktion an jene Institution delegieren konnte, die das LBA selbst kontrollieren sollte. Dementsprechend lautete die Information für angehende Fliegerärzte in der deutschen flugmedizinischen Akademie betreffend die aktuellen gesetzlichen Verordnungen (LuftVZO, 1. Mai 2007): „Wichtigste Änderung: Entfallen der flugmedizinischen Tätigkeit des LBA.“ Unter Verweis auf den Untersuchungsbericht der europäischen Behörde EASA wird unter dem Titel „Fragwürdige Flugtauglichkeitsuntersuchungen – Warum sich Deutschland gegen mehr Transparenz wehrt“ berichtet, dass das LBA wegen chronischen Personalmangels ein Flugmedizinisches Zentrum (Aeromedizinisches Zentrum, AeMC) sich selbst überprüfen ließ, wenn eine sog. Zweitüberprüfung durchzuführen war. Dabei handelt der Fliegerarzt im Falle einer Begutachtung hoheitlich, als Vertreter der Behörde, als sog. „Beliehener“ auf Verantwortung der Behörde.

## Umstrittenes Gutachten
Zum zweiten Jahrestag des Ereignisses am 24. März 2017 hielt der Vater von Lubitz eine Pressekonferenz ab, in der der Journalist und Sachbuchautor Tim van Beveren Auszüge aus seinem Gutachten vorstellte. Dieses Gutachten basierte auf van Beverens Auswertung der 39 Bände umfassenden Ermittlungsakten der Staatsanwaltschaft Düsseldorf. Es unterstellte Ermittlungsfehler und Versäumnisse bei den Untersuchungen und meldete Zweifel daran an, ob Lubitz den Unfall tatsächlich absichtlich herbeigeführt habe. Die zuständige Düsseldorfer Staatsanwaltschaft wies diese Ausführungen umgehend zurück. Das abgeschlossene Verfahren habe „eine klare Verantwortlichkeit von Andreas Lubitz als Schuldigen [sic]“ belegt. Auch die französischen Ermittlungsbehörden bekräftigten, der Kopilot habe das Flugzeug gezielt gegen den Berg geflogen. Bundesregierung und Bundesverkehrsministerium erklärten, es bestünden keine Zweifel an den Ermittlungsergebnissen. Die deutsche BFU und die französische BEA wiesen die erhobenen Vorwürfe ebenfalls zurück. Opfer-Vertreter bezeichneten die Pressekonferenz als „Affront“ und „geschmacklos“. Anfang Mai 2017 veröffentlichte die Familie des Kopiloten das umstrittene Gutachten van Beverens in Auszügen im Internet, im April 2018 wurde das Gutachten in Gänze veröffentlicht.
In einem am 8. Februar 2025 veröffentlichten Interview mit dem österreichischen Luftfahrtmagazin „Austrian Wings“ erklärte der Düsseldorfer Staatsanwalt Christoph Kumpa, dass das Gutachten von der Familie Lubitz entgegen ihrer öffentlichen Ankündigung auf der Pressekonferenz 2017, es den Behörden zur Verfügung stellen zu wollen, niemals von ihr an die Staatsanwaltschaft Düsseldorf übergeben worden sei.
Im März 2025 verbreitete Simon Hradecky, der Betreiber des The Aviation Herald, gleichfalls Spekulationen und Theorien, wonach nicht Andreas Lubitz, sondern ein technisches Problem in Verbindung mit weiteren Zufällen zum Absturz geführt haben könnte. Hradecky zufolge sei es auch fraglich, ob überhaupt Andreas Lubitz im Cockpit gewesen sei, als die Maschine mit dem Berg kollidierte. Die Staatsanwaltschaft Düsseldorf sowie die gesamte Fachwelt wiesen die Behauptungen Hradeckys als „Spekulationen“ und/oder „wirre Verschwörungstheorien“ zurück. Laut seriösen Experten gibt es keinen Zweifel an der Täterschaft von Andreas Lubitz.

## Klage um Schmerzensgeld
Im September 2021 wies das Oberlandesgericht Hamm (OLG) eine Berufungsklage von Hinterbliebenen, die von der Germanwings-Mutter Lufthansa zusätzliches Schmerzensgeld in Höhe von 30.000 Euro gefordert hatten, zurück. Damit stimmte das OLG mit dem Landgericht Essen in der Auffassung überein, die medizinische Überwachung der Piloten sei eine hoheitliche Aufgabe des Staates. Neben dem Urteil, dass die Lufthansa nicht der richtige Adressat für die Schadenersatzansprüche sei, schätzten sie diese auch als nicht ausreichend konkret begründet ein. Im Juli 2023 erhoben 32 Hinterbliebene beim Landgericht Braunschweig Klage auf Schmerzensgeld gegen die Bundesrepublik Deutschland. Die Ansprüche wurden im Rahmen der Amtshaftung geltend gemacht, da die turnusmäßigen medizinischen Untersuchungen des Kopiloten durch Sachverständige des Luftfahrt-Bundesamts in Braunschweig mangelhaft und unzureichend gewesen seien.

## Gedenkstätten

### Gedenkstätte am Unfallort
Am 24. März 2017, dem zweiten Jahrestag des Unfalls, wurde in der Gemeinde Le Vernet, die sich in der Nähe der Unfallstelle befindet, eine Skulptur des Bildhauers Jürgen Batscheider präsentiert. Die Skulptur ist eine Kugel mit einem Durchmesser von fünf Metern. Die Sonnenkugel besteht an ihrer Außenfläche aus 149 Elementen aus vergoldetem Aluminium und enthält in ihrem Inneren einen kristallförmigen Zylinder aus Edelstahl. Darin befinden sich Holzkugeln, die der Aufbewahrung von Erinnerungsstücken an die Opfer dienen.
Die Skulptur wurde im September 2017 am Unfallort aufgestellt und ist von der Plattform aus sichtbar, welche die Lufthansa bereits 2016 errichten ließ. Die Unfallstelle selbst bleibt aber dauerhaft gesperrt.

### Gedenkstein und Gemeinschaftsgrab in Le Vernet
In Le Vernet wurde ein Gedenkstein mit der Aufschrift „In Erinnerung an die Opfer des Flugzeugunglücks vom 24. März 2015“ in den vier Sprachen Englisch, Deutsch, Spanisch und Französisch errichtet. Zudem wurden auf dem Friedhof des Ortes die sterblichen Überreste, die keinem der Opfer eindeutig zugeordnet werden konnten, in einem Gemeinschaftsgrab beigesetzt.

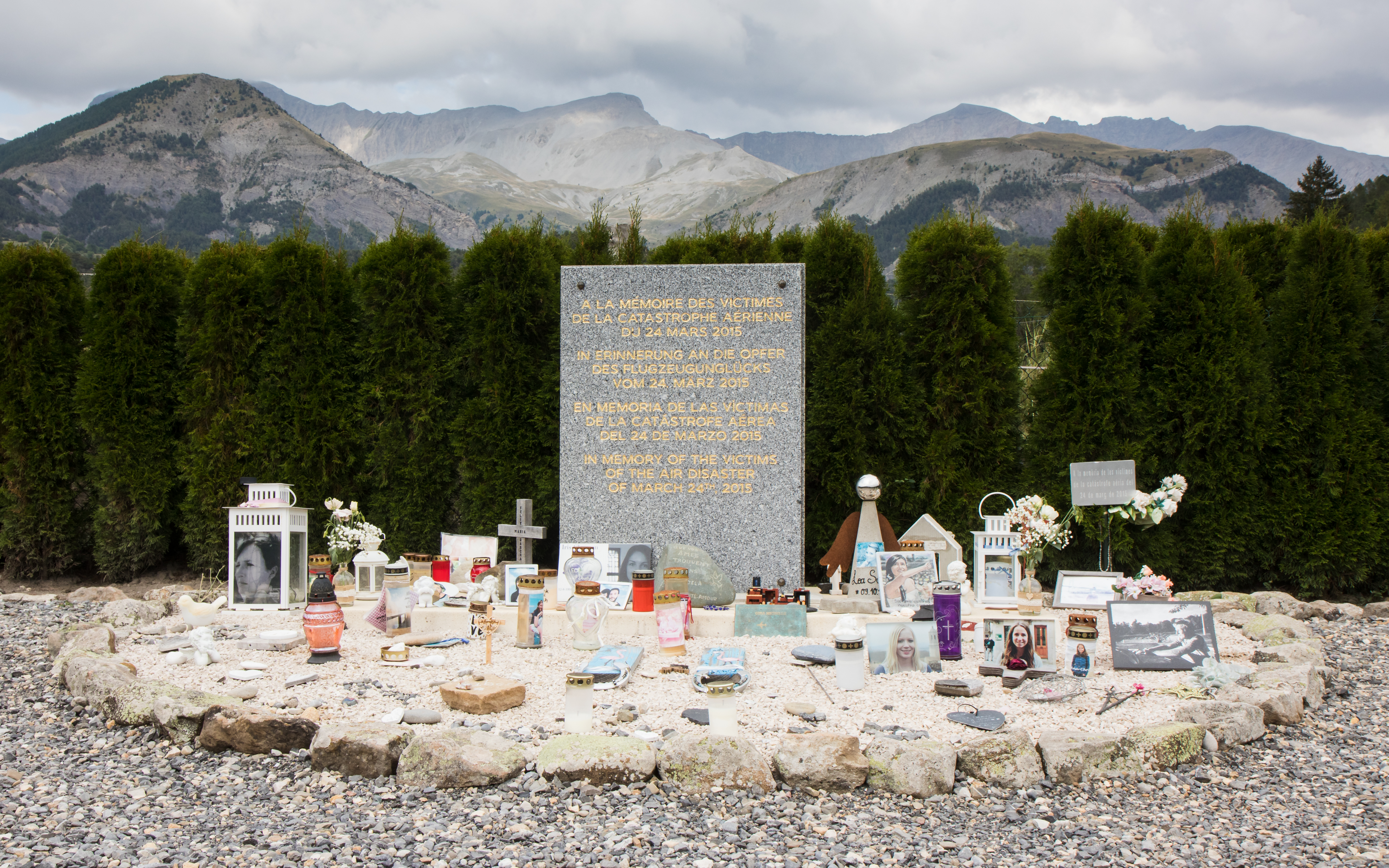
Gedenkstätte in Le Vernet
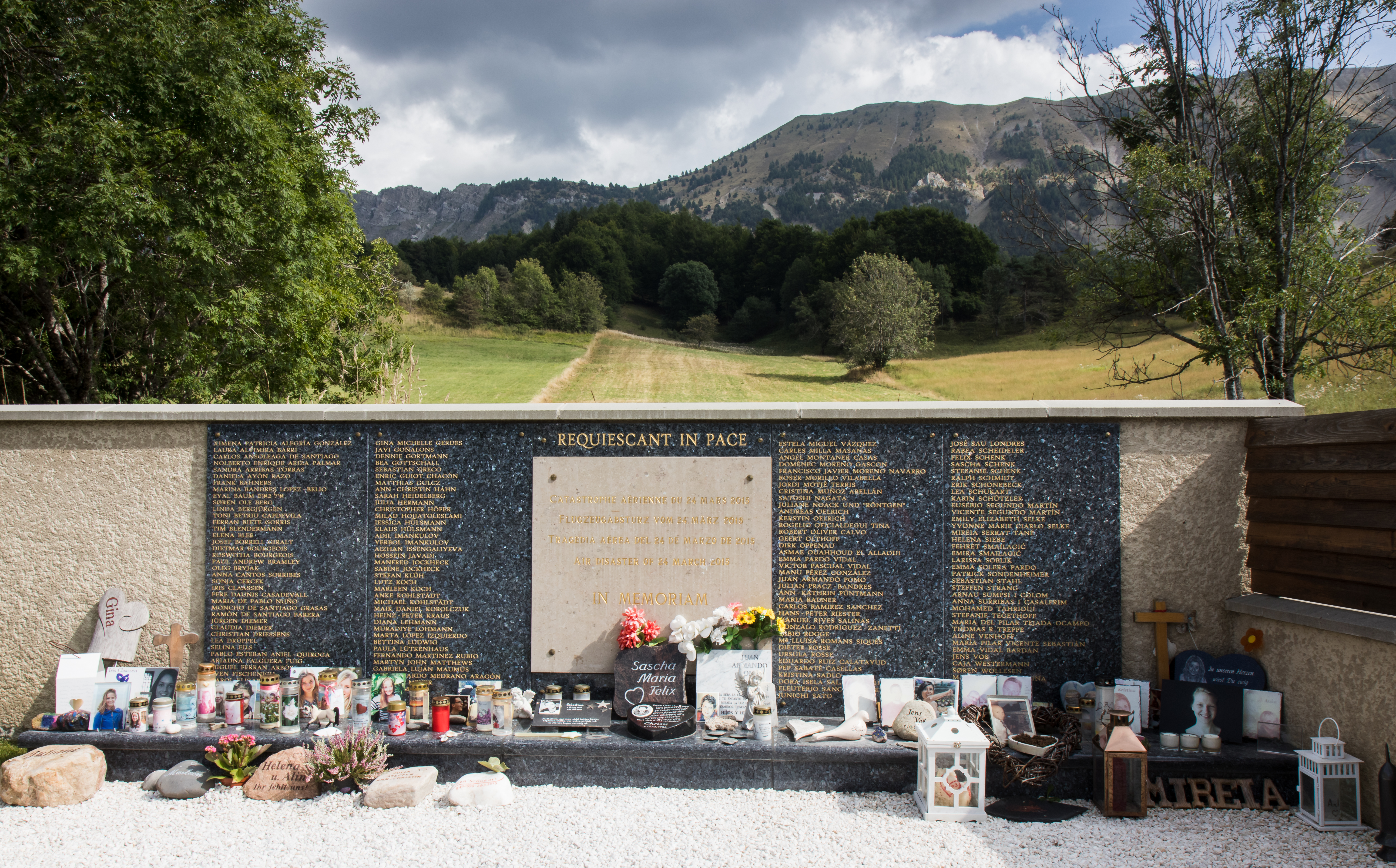
Gemeinschaftsgrab auf dem Friedhof von Le Vernet

### Gedenkraum des Düsseldorfer Flughafens
Anlässlich des ersten Jahrestages wurde eine Gedenkinschrift im Raum der Stille des Düsseldorfer Flughafens angebracht. Auf einer 2,80 m hohen Platte aus Vulkantuff stehen in Deutsch, Englisch, Spanisch und Französisch die Worte „In Gedenken an die Opfer des Fluges 4U9525 vom 24. März 2015“. Auf einer zweiten Steinplatte stehen der Satz „Stärker als der Tod ist die Liebe“ sowie die Orte Barcelona, Düsseldorf und Le Vernet.

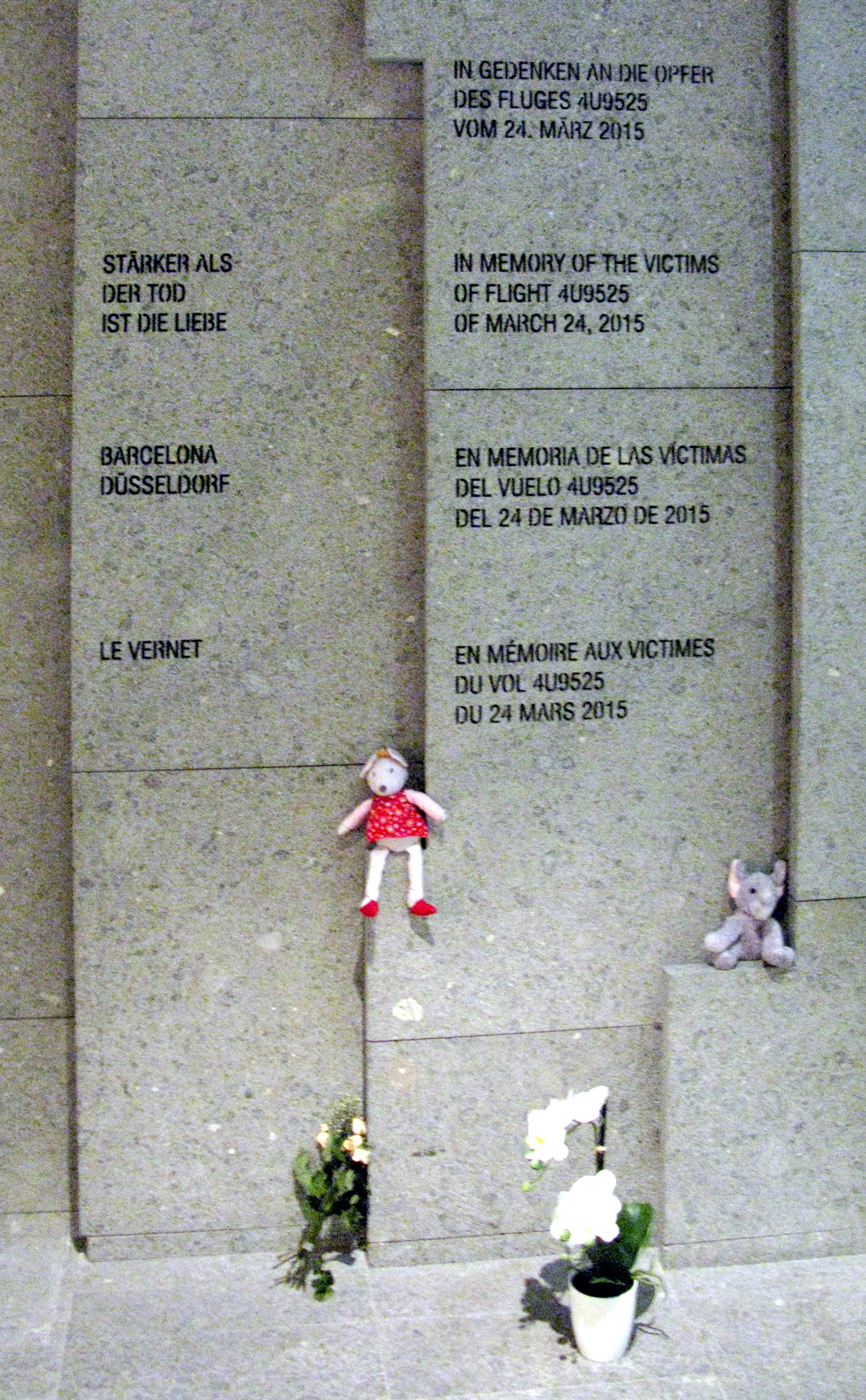
Gedenkraum im Flughafen Düsseldorf

### Gedenkstätten in Haltern am See
In Haltern am See gibt es mehrere Gedenkstätten, die an die verunglückten 16 Schüler und die zwei Lehrerinnen erinnern. Am Eingang des dortigen Joseph-König-Gymnasiums hängen Bilder der Opfer und ein Klassenzimmer der Schule ist als Gedenkraum eingerichtet worden. Zudem befindet sich am Aufgang zum Schulportal eine Gedenkstätte. Sie besteht aus einem Ensemble aus 18 Kirschbäumen, einer Blumenwiese, einer rostfarbenen Gedenktafel mit den Namen der Opfer und einer Stele mit einer kontinuierlich brennenden Kerze.
Im Gedenken an eine der verunglückten Schülerinnen entstand das Lea-Drüppel-Theater in Haltern am See.
Eine weitere Gedenkstätte befindet sich auf dem Kommunalfriedhof. Diese Gedenkstätte ist symbolisch einem Klassenraum nachempfunden worden. Sie besteht aus insgesamt 18 Zierapfelbäumen, davon sind 16 Bäume, die für die Schüler stehen, in Reihen angeordnet worden. Hinter dieser Baumreihe stehen zwei weitere Bäume für die Lehrerinnen und ein Gedenkstein, der das Klassenpult symbolisieren soll. In den Gedenkstein aus Granit sind die Namen der Verstorbenen, ein Kreuz und eine schwarze Trauerschleife mit der Flugnummer 4U9525 eingraviert. Zur rechten Seite des Gedenksteins liegen auf Wunsch ihrer Familienangehörigen die Gräber von fünf Unfallopfern.
Zudem sind zwei Rettungsboote der DLRG Haltern nach zwei der verunglückten Schülerinnen benannt, die Mitglieder dieser Gesellschaft waren.

## Podcasts
- Der Germanwings-Absturz - Zehn Jahre ohne euch. 6 Folgen mit Fokus auf den Hinterbliebenen. WDR. Deutschland 2025 (Online in der ARD Audiothek).

## Dokumentarfilme und Reportagen
- #germanwings – Die Katastrophe: Rückblick und Gedenken. Ein Film von Christian Dassel und Clemens Gersch. Deutschland 2016.[148]
- Der Germanwings-Absturz – Die Katastrophe und viele Fragen. (= ZDFzoom. Folge 183). Ein Film von Dorthe Ferber und Sebastian Galle. Deutschland 2016.[149]
- Germanwings-Absturz: Leben lernen mit dem Schmerz. Ein Film von Justine Rosenkranz. Deutschland 2016.[150]
- Was geschah wirklich? Der Absturz der 4U 9525. Ein Film von Michael Souvignier und Till Derenbach. Produktion: Zeitsprung Pictures, Auftraggeber: RTL. Deutschland 2016.[151][152]
- Gefahr im Cockpit – Der Germanwings-Absturz und die Folgen. Ein Film von Marianne Kerfriden und Geoffrey Livolsi. Frankreich 2017.[153]
- Absturz in den Alpen. (= Mayday – Alarm im Cockpit. Staffel 16, Folge 7). Kanada 2017.[154][155]
- Der Germanwings-Absturz Chronologie eines Verbrechens. 4 Folgen (= ARD Crime Time. Staffel 38, Folgen 1–4). Regie: Justine Rosenkranz. Deutschland 2025 (Online in der ARD Mediathek).[156]
- Germanwings – Was geschah an Bord von Flug 9525? 3 Folgen. Drehbuch und Regie: Nils Bökamp, Thomas Rogers. Deutschland 2025.[157][158]